# Dipsas pavonina
Dipsas pavonina este o specie de șerpi din genul Dipsas, familia Colubridae, descrisă de Schlegel 1837. A fost clasificată de IUCN ca specie cu risc scăzut. Conform Catalogue of Life specia Dipsas pavonina nu are subspecii cunoscute.